# Ball Grid Array

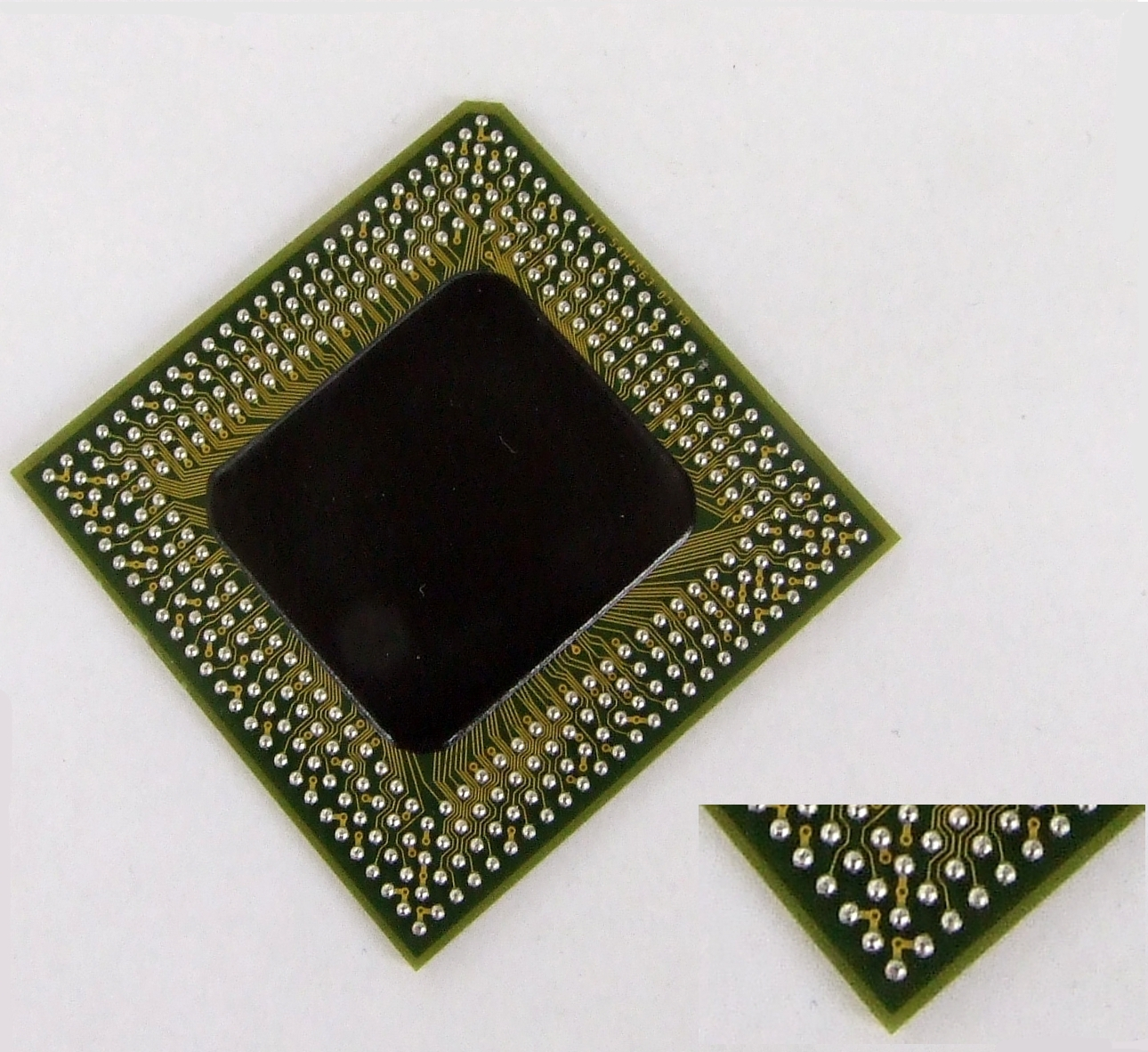
Procesor Cyrix z obudową typu BGA

BGA (ang. ball grid array) obudowa z wyprowadzeniami sferycznymi w siatce rastrowej – typ obudowy układów scalonych stosowany w technologii montażu powierzchniowego (SMT). Charakteryzuje się on wyprowadzeniami w postaci kulek ze stopu lutowniczego znajdującymi się na całej (bądź znacznej części) powierzchni spodniej strony układu. Wyprowadzenia te lutuje się do podłoża powierzchniowo, zazwyczaj z użyciem nagrzewnicy.
Główną zaletą tej technologii jest ograniczenie miejsca zajmowanego przez układ scalony – dzięki lepszemu stosunkowi liczby wyprowadzeń do wymiarów obudowy. Do zalet tej technologii można zaliczyć też mniejszą liczbę wad występujących podczas procesu lutowania – dochodzącą obecnie do 2–5 defektów na milion połączeń, lepsze właściwości elektryczne – dzięki skróceniu doprowadzeń, oraz samonastawność układów podczas procesu montażu – wskutek zjawiska napięcia powierzchniowego.
Obudowy BGA stosuje się zazwyczaj w urządzeniach przenośnych lub takich, w których nie zakłada się możliwości wymiany układu scalonego, oraz w urządzeniach o ograniczonej powierzchni płytki drukowanej.
Protoplastą obudów układów scalonych tego typu są obudowy PGA (ang. pin grid array) stosowane powszechnie w przypadku procesorów w komputerach osobistych, w których wyprowadzenia miały formę szpilek, czyli tzw. pinów.

## Wady wykorzystania BGA do montażu powierzchniowego

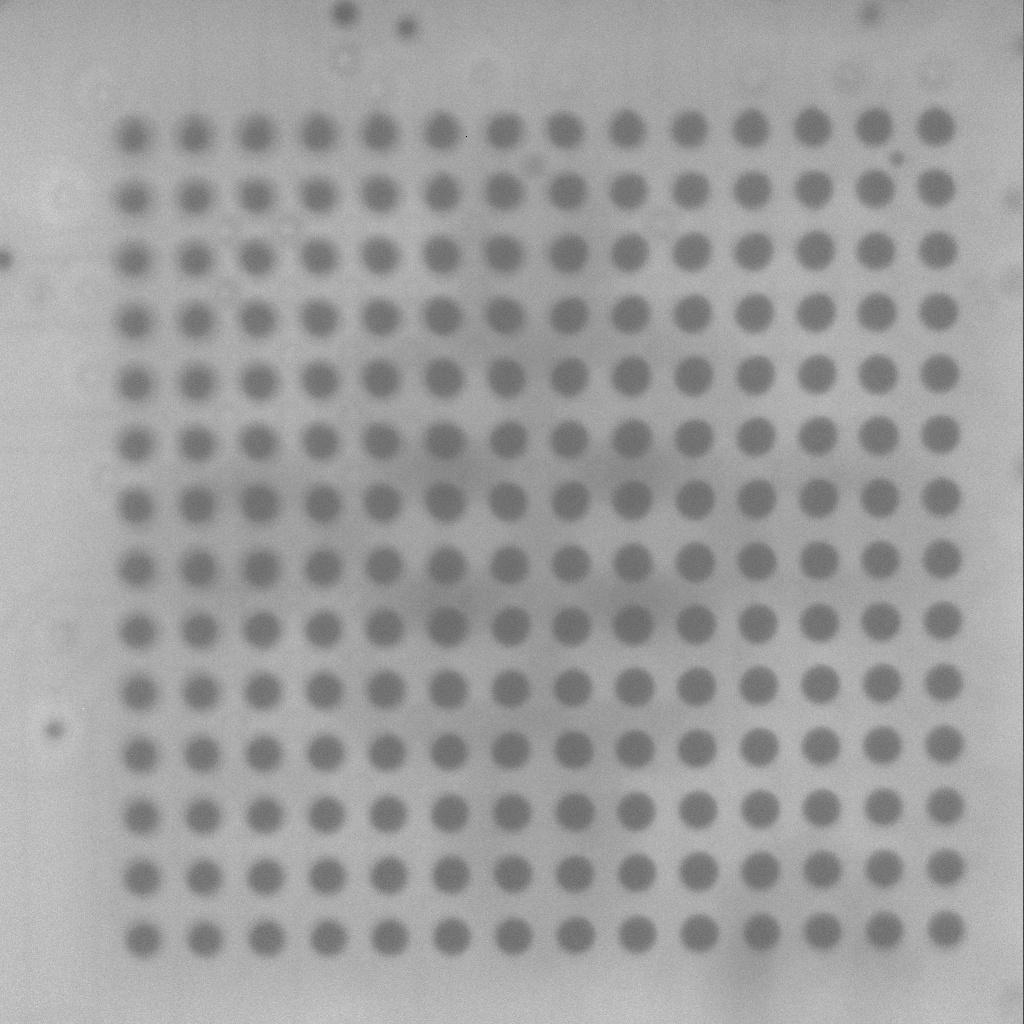
Fotografia rentgenowska układu w obudowie BGA

- niewielką odporność spoiny lutowniczej na wstrząsy i uderzenia
- duże trudności w inspekcji optycznej – możliwość wykorzystania mikroskopów wykorzystujących pryzmaty, które ukazują jedynie widok na skrajnie wysunięte połączenia. Konieczność wykorzystania automatycznej inspekcji rentgenowskiej w przypadku potrzeby głębszej analizy
- generowanie naprężeń w układzie scalonym w trakcie lutowania
- w celu naprawy wymaganie posiadania odpowiednich urządzeń (lutownica infrared, stacja hot-air, preheater, specjalizowane stacje konwekcyjne – "SMT Convection Rework System").

## Najczęstsze błędy powstające podczas montażu
- zwarcia pomiędzy punktami lutowniczymi
- brak kulki lutowia (ang. missing ball)
- ubytki lutowia (ang. voiding)
- zimny lut
- niewystarczający rozpływ lutowia (nazywane potocznie "niedolutem")
- zła polaryzacja układu (obrócenie układu względem oryginalnego sposobu montażu).